# エゾサワスゲ
エゾサワスゲ Carex viridula Michx. 1803. はカヤツリグサ科スゲ属の植物の1つ。小型のスゲで小さな株を作り金平糖のような小穂を柄の先に纏めてつける。

## 特徴
小型の多年生草本。根茎は短くて茎や葉を束のようにつける。草丈は10～30cm。葉は硬くて幅が1.5～2.5mm。花茎より短く、黄緑色をしている。茎は断面が鈍い3稜形をしており、滑らか。基部は淡褐色の鞘状葉に包まれている。
花期は6～7月。花茎の先端に3～5個の小穂が着き、頂小穂は雄性で側小穂は雌性。小穂はいずれも柄がなくて茎の先端に寄り集まるように着き、ただし時に最下の雌小穂がやや離れて着き、これには短い柄がある。また雌小穂の先端に少数の雄花を着ける場合がある。雌小穂の基部には苞葉があり、抱擁は葉身がよく発達し、最下のものは特に長くなって花序より長く伸びる。苞葉には鞘がないのが普通で、しかし最下の雌小穂が離れている場合にはその苞葉には鞘がある。頂生の雄小穂は長さ7～15mm。雄花鱗片は褐色を帯び、先端は鋭く尖る形から鈍く尖る形まで変異がある。雌性の側小穂は長楕円形で長さ5～10mm。雌花鱗片は長さ約2mm、広卵形で褐色を帯びており、先端は尖っている。果胞は広卵形で長さ2.5～3mm、雌花鱗片より長く、表面に隆起する細脈が多い。また無毛である。また成熟すると主軸に対して立つ(開出する)。先端は急に細くなって長い嘴状になり、その先端の口は2つに裂けている。またこの口部の2歯は硬くなっている。柱頭は3本に割れる。
和名は蝦夷サワスゲの意味で、サワスゲはヒメシラスゲ C. mollicyla のことであるとのことで、北海道で発見され、この種に似ていることから名付けられたとのこと。星野他(2011)には別名としてヒメサワスゲが採り上げられている。

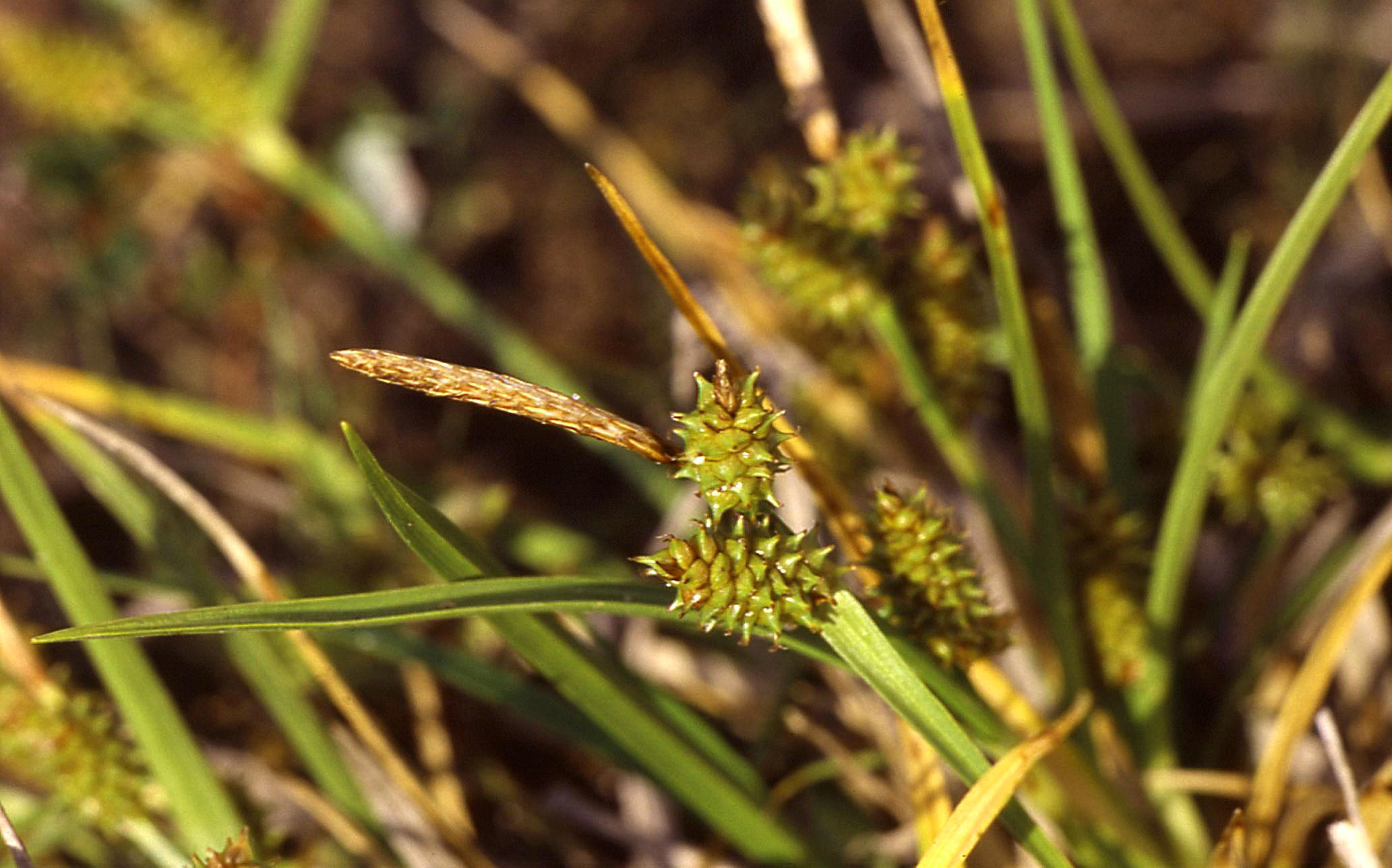
花序の拡大像
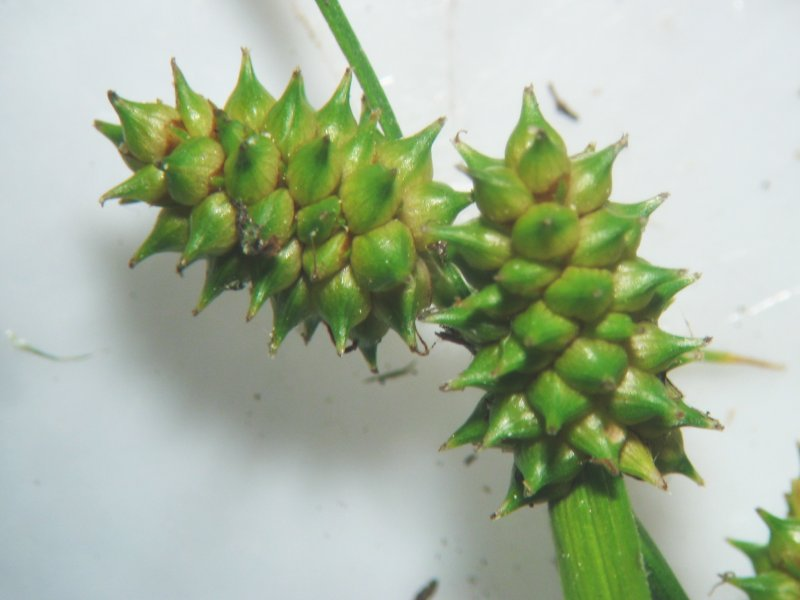
雌小穂

## 分布と生育環境
日本では北海道と本州の中部以北にのみ知られ、国外では北アメリカ、カムチャッカ、サハリン、千島に分布がある。
少し湿った草原に見られるが希である。

## 分類など
勝山(2015)は根茎が短い、頂小穂が雄性、側小穂が雌性、苞は基本的には鞘がない、果胞は口部に硬い2歯があり、柱頭が3つに割れるといった特徴から本種をエゾサワスゲ節 Sect. Ceratocystis とし、日本では本種のみをここに含めるとした。この節は主として温帯域のヨーロッパ、北アフリカ、北アメリカに分布の中心を持つもので、少数の主を含む小さなグループであり、その種数は扱いによって6～19種と違いがある。
和名の由来になったとされるヒメシラスゲは、多少似ているが、匍匐茎を伸ばし、まとまた株を作らない点で一見して異なる。ちなみにエナシヒゴクサもこの点では同じである。

## 保護の状況
環境省のレッドデータブックでは準絶滅危惧種に指定されており、県別では長野県で絶滅危惧I類に、岩手県で絶滅危惧II類に、青森県で準絶滅危惧種に指定されており、また茨城県では絶滅したとされている。全体に希少な種であり、環境省が公開している希少種の分布情報によると本種の生育確認地は全国で16メッシュしかなく、本州では青森県と福島県のみになっている。スゲの会(2018)によっても標本記録は本州では岩手県と青森県にしかなく、本州北部の分布がきわめて限定的なものであることが分かる。上記のように北海道では特に指定はないが、その分布はやはり限定的で、渡島半島から根室半島までとその範囲自体は広いが、ほぼ太平洋側に限られ、それに根室支庁と胆振支庁に集中して記録があるほかは空白の地域がとても広い。これはスゲの会編(2018)を見ても同様の傾向が見て取れる。